# Attentat de la rue des Rosiers
L’attentat de la rue des Rosiers est un attentat terroriste perpétré, le 9 août 1982, dans le restaurant de cuisine juive d'Europe centrale tenu par Jo Goldenberg rue des Rosiers dans le quartier juif du Marais, à Paris. Dans le restaurant et dans la rue, six personnes sont mortes et vingt-deux blessées.
Les auteurs de l'attentat ont été identifiés comme appartenant au Fatah-Conseil révolutionnaire (FCR) d'Abou Nidal, un mouvement palestinien issu d'une scission avec le Fatah et violemment opposé à ce dernier et à l’OLP.
Les auteurs de l'attentat de la rue des Rosiers ont été identifiés et jugés par contumace en raison de leur absence, la France n'étant toujours pas parvenue à obtenir leur extradition de leurs pays de résidence.

## Attentat
Le lundi 9 août 1982 à 13 h 15, un groupe de deux à cinq personnes (selon des témoignages contradictoires) masquées, en costume gris, sac noir à l'épaule, et armées de pistolets-mitrailleurs, descendent d'une voiture et font irruption dans le restaurant de cuisine juive d'Europe centrale de Jo Goldenberg, au coin de la rue des Rosiers et de la rue Ferdinand-Duval. Une cinquantaine de clients se trouvent à table.
Après avoir lancé une grenade, ils mitraillent clients et employés. Puis le commando lance une seconde grenade, ressort du restaurant et s'enfuit à pied en tirant dans la foule. Un policier en civil intervient sur les lieux arme à la main. 
Dans la panique, tirant depuis sa fenêtre avec un fusil de chasse, en pensant qu'il visait un terroriste, le fils du restaurateur, Marco Goldenberg, blesse grièvement l'inspecteur André Douard (30 ans), lequel, déjeunant à proximité, intervenait revolver au poing en ripostant aux tirs des terroristes.
En moins de trois minutes, l’attentat fait six morts et vingt-deux blessés.

## Enquête
Une première revendication est faite au nom d'Action directe mais l'organisation anarcho-communiste la réfute et condamne l'acte, qu'il qualifie d'« erreur politique ».
L'enquête, fondée sur les douilles et les armes d'origine polonaise fournies à des groupes palestiniens, menée par le juge Jean-Louis Bruguière jusqu'en 2007, incrimine le Fatah-Conseil révolutionnaire d'Abou Nidal — un groupe palestinien dissident et opposé à l’OLP. Les douilles retrouvées sont en effet des munitions de 9 mm court « Makarov » tirées par un PM Wz 63 (1,8 kg et 33 cm) de fabrication polonaise, « signature » de ce groupe. Le 13 août 1982, des promeneurs retrouvent, placé en évidence dans le bois de Boulogne, « un sac en plastique contenant un pistolet-mitrailleur WZ 5,56, trois chargeurs et 29 balles de 9 millimètres. Pour les enquêteurs, c’est la signature d’Abou Nidal. Le Fatah-Conseil Révolutionnaire ou FCR (nommé également Organisation Abou Nidal, Conseil révolutionnaire arabe, Brigades révolutionnaires arabes ou encore Organisation révolutionnaire des musulmans socialistes) est un mouvement palestinien de tendance dure, formé en 1974 par Sabri al Banna, connu sous le nom de guerre Abou Nidal. Il exécute des actions terroristes à l'international, s'opposant ainsi au Fatah d'Arafat. Après sa tentative d'assassinat avortée contre Yasser Arafat et Mahmoud Abbas, il est condamné à mort par contumace par le conseil de l'OLP. Soutenu à ses débuts par Saddam Hussein en Irak, le FCR est basé à Bagdad de 1974 à 1983. 
Le FCR aurait déjà frappé la France, à Paris et dans d'autres pays, depuis des années et peu avant l'attentat. Notamment, à Paris : le 5 septembre 1973, en occupant l'ambassade d'Arabie saoudite, afin d'obtenir la libération d'Abu Daoud, alors emprisonné en Jordanie ; le 15 novembre 1977, en assassinant le directeur de la Bibliothèque arabe ; le 3 août 1978, en assassinant le représentant de l'OLP en France ; le 17 janvier 1980, en assassinant le directeur de la bibliothèque-boutique palestinienne à Paris ; le 1er août 1981, à Beyrouth des attentats à la bombe endommagent plusieurs banques et entreprises françaises et le bureau d'Air France ; le 29 août de la même année, à Vienne, en Autriche, 
attaque d'une synagogue (deux tués et 23 blessés, dont 3 policiers ; les assaillants ont été arrêtés et emprisonnés) ; le 4 septembre de la même année, l'ambassadeur de France au Liban, Louis Delamare  était assassiné à Beyrouth.
En 1982 : le 3 juin, tentative d'assassinat à Londres de l'ambassadeur d'Israël au Royaume-Uni, rendu définitivement invalide (le gouvernement israélien blâma l'OLP pour l'attaque, l'un des incidents qui a provoqué son invasion du Liban le 6 juin) ; le 4 juin, un diplomate koweïtien est assassiné devant son domicile à New Delhi, en Inde ; le 7 juillet, un diplomate jordanien est assassiné et un autre grièvement blessé à Athènes en Grèce. Le 9 août, contrairement à ce que seraient ses habitudes, le FCR ne revendique pas expressément l’attentat de la rue des Rosiers ».
Les précédents ci-dessus mentionnés et les attaques suivantes, la même année, le 18 septembre, d'une synagogue à Bruxelles, avec la même pratique du «shoot and run» (littéralement en anglais : tire et cours), puis le 9 octobre, l'attaque de la Grande Synagogue de Rome (cinq attaquants lancent au moins trois grenades et mitraillent un enfant de 2 ans, tué, et 37 blessés), indiquaient clairement la piste FCR.
Cependant, en 2008, un journaliste lance une piste « néonazie » : selon un ancien officier des renseignements généraux, Odfried Hepp et Walter Kexel, recherchés par la police allemande pour de multiples attentats, sont arrivés à Paris la veille de l'attentat de la rue des Rosiers en provenance d'Allemagne (via Metz, où ils ont été identifiés chez un militant nazi notoire le 7 août au soir). Hepp, qui a suivi des entraînements para-militaires dans des camps radicaux palestiniens et qui travaille activement depuis le mois d'avril 1982 pour la Stasi, reconnaît que son acolyte (suicidé depuis) aurait très bien pu en être l'auteur,. Les portraits-robots correspondrait à la description des témoins (le type européen, l'âge, etc.). Mais en 2011, la piste néo-nazie est provisoirement abandonnée par le juge Marc Trévidic qui aurait identifié les auteurs de la fusillade grâce à des témoignages d'anciens membres du Fatah obtenus grâce à une procédure « sous X » (dans les procès-verbaux, les témoins sont identifiés uniquement par des numéros).
En 2015, la justice française émet des mandats d'arrêts internationaux contre trois membres présumés du Fatah-Conseil révolutionnaire, ou groupe Abou Nidal. Ces trois hommes vivent en Cisjordanie, en Jordanie et en Norvège,, formellement identifiés par les témoins numéros 93 et 107. Le premier est Mouhamad Souhair Al-Abassi, alias « Amjad Atta » : chef des opérations en Europe, il aurait monté l’opération, choisi la cible, géré l’argent et livré les armes aux tueurs au dernier moment. Le deuxième est Mahmoud Khader Abed Adra, alias « Hicham Harb » : instructeur de tir dans les camps d’entraînement syriens d'Abou Nidal, responsable de l’armement pour l’Europe et l’Asie, il aurait effectué le repérage un mois avant la tuerie avec Atta, sous une fausse identité, comme étudiant ; puis il aurait récupéré les armes dans une cache secrète, désigné la cible aux autres, leur aurait indiqué comment s’enfuir, où et comment se débarrasser des armes ; il a été reconnu sur photo par Guy Benarousse, l’un des survivants de l’attentat. Le troisième est Walid Abdulrahman Abou Zayed, alias « Osman », un des tueurs chevronnés du groupe Abou Nidal : il aurait été le second tueur ; en 1991, il a émigré en Norvège avec sa femme et ses enfants.
Entre 1982 et 2015, il y a 32 ans, soit davantage que le délai de prescription ; mais cette dernière court à partir du dernier acte d’enquête, et l'audition des témoins a relancé d’autant la procédure judiciaire. Le 1er juin 2015, le cerveau présumé de ces attentats, Zouhair Mouhamad Hassan Khalid al-Abassi, alias « Amjad Atta », âgé de 62 ans, est interpellé en Jordanie mais relâché, sous caution avec interdiction de quitter le territoire jordanien, en attendant une décision quant à son extradition ; le 29 octobre, la justice jordanienne rejette son extradition (ainsi que celle d'un autre suspect, Nizar Tawfiq Mussa Hamada) en raison du dépassement du délai de prescription ; le procureur général de Jordanie fait appel de cette décision, appel rejeté par la Cour de cassation jordanienne en mai 2019.
Le juge Trévidic obtient du témoin no 93 des détails d'importance : l’attentat a été supervisé au plus haut niveau par le bras droit d’Abou Nidal, Abou Nizar, chef des « opérations spéciales » ; le commanditaire serait Hafez el-Assad, président de la République arabe syrienne, en lutte contre la France qui soutient Yasser Arafat, le leader de l’OLP, alors encerclé à Beyrouth par les forces israéliennes et qui sera évacué sous protection militaire française et américaine le 30 août, trois semaines après l'attentat de la rue des Rosiers ; enfin, Abou Nidal n'aurait pas été inquiété sur le sol français avant sa mort en 2002 grâce à un accord secret avec le futur général Philippe Rondot, agent de la DGSE et parfait arabisant, qui prévoyait qu'Abou Nidal ne frapperait plus en France en échange de quoi ses hommes pouvaient y circuler sans être inquiétés.
En 2018, Yves Bonnet, directeur de la DST à l'époque de l'attentat, révèle qu’un « marché non écrit » a été conclu avec le groupe d’Abou Nidal, en 1982 après son identification comme l'auteur de l'attentat. Le groupe s’était engagé à ne plus commettre d’attentats en France, en échange de quoi ses membres pouvaient continuer de venir dans le pays,.
La police norvégienne annonce le 9 septembre 2020 l’arrestation d’un homme soupçonné d’être l’un des auteurs de l’attentat. Le 25 septembre 2020, la justice norvégienne estime que l’extradition du suspect, Walid Abdulrahman Abou Zayed serait légale. Le 4 décembre, le suspect est extradé, arrive sur le sol français et est mis en examen pour « assassinats » et « tentatives d'assassinats ». Dans l'attente de son procès, il est placé en détention provisoire.
Le 31 juillet 2025, le parquet national antiterroriste ordonne la tenue d'un procès visant six suspects dont Abou Zayed, Hicham Harb, 70 ans, détenu en France depuis 2020, aurait supervisé l'attentat et aurait été le tireur, et Nizar Tawfiq Hamada, 64 ans, accusé d'avoir été l'un des exécutants et membre du commando. Il est retenu l'accusation de complicité d'assassinats et de tentatives d'assassinats pour quatre autres individus localisés en Cisjordanie, en Jordanie et au Koweït, font l'objet d'un mandat d'arrêt international :  Hazza Taha (soupçonné à l'époque d'avoir caché des armes ; sous contrôle judiciaire), 65 ans, Amjad Atta, 72 ans environ, accusé d'avoir planifié l'attentat, et Nabil Othmane, 72 ans, mis en cause pour la préparation.

## En marge de l'attentat

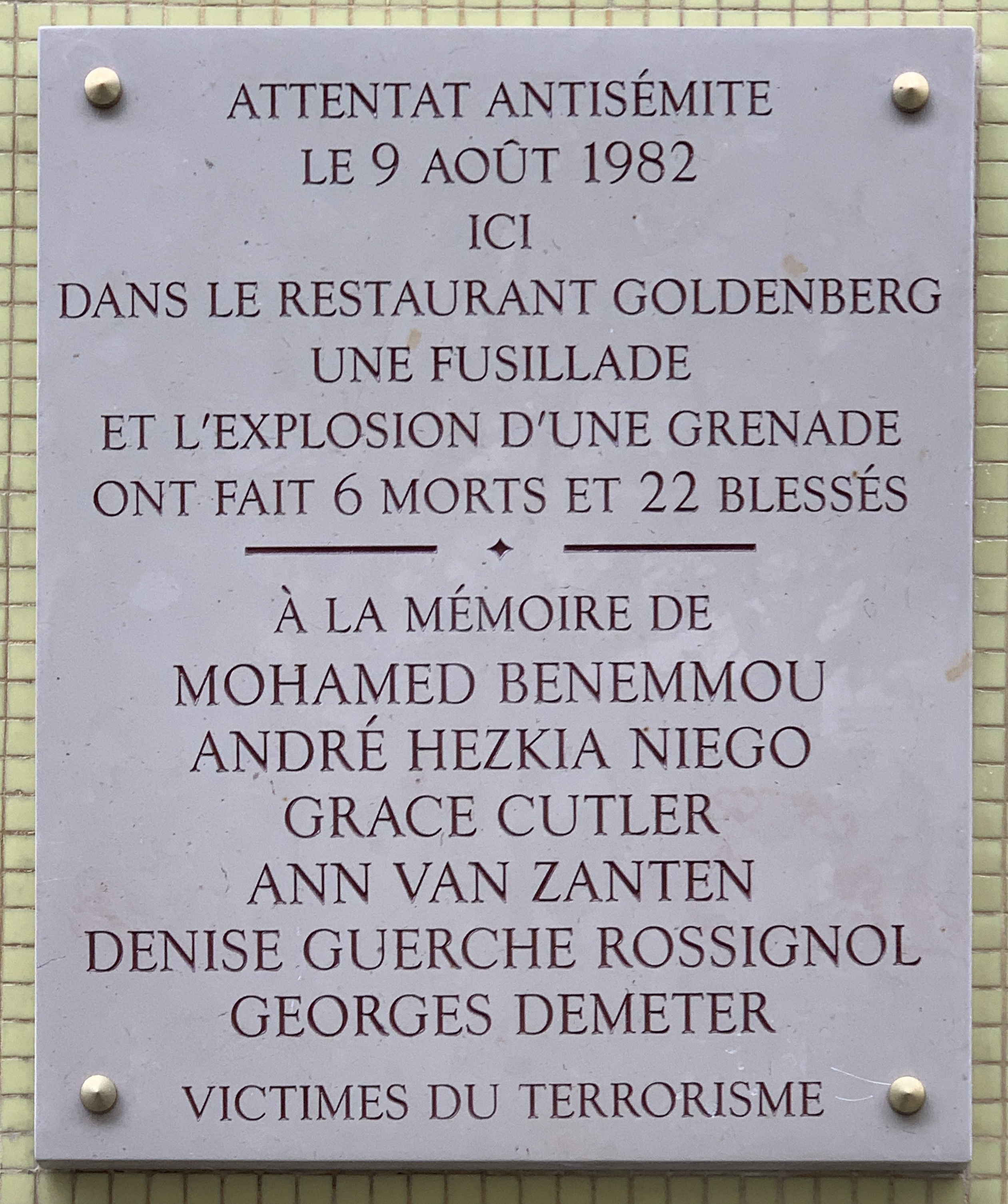
Plaque en mémoire des victimes sur la façade de l'ancien restaurant.

- Le 9 août 1982, le président de la République, François Mitterrand se rend à un office religieux en hommage aux victimes à la Synagogue de la rue Pavée. À la sortie de cette synagogue, de jeunes juifs chauffés à blanc, le conspuent aux cris de « Mitterrand assassin ! » , « Mitterrand trahison ! », lui reprochant sa politique propalestinienne[27]. Cette colère contre le gouvernement socialiste puise ses origines dans l'enquête sur l'attentat de la rue Copernic perpétré en 1980. Le commissaire de police Jean-Pierre Pochon affirme en effet dans son livre Les Stores rouges, au cœur de l’infiltration d’Action directe[28] que le nouveau pouvoir politique socialiste exerce des pressions pour diriger l'enquête vers les milieux d'extrême droite au détriment de la piste moyen-orientale. En juillet 1981, Gaston Defferre, nouveau ministre de l'Intérieur, exige encore que les policiers orientent leurs recherches vers les milieux d'extrême droite[29].
- En réaction à la fusillade, François Mitterrand annonce dans son allocution du 17 août 1982 qu'il confie la direction de l'enquête à la cellule antiterroriste de l'Élysée, dirigée par le patron du GIGN, Christian Prouteau, et son adjoint, le capitaine Paul Barril. Le 28 août 1982, Barril interpelle les auteurs supposés de l'attentat de la rue des Rosiers : des nationalistes irlandais. C'est le début de l'affaire des Irlandais de Vincennes, dans laquelle Paul Barril est soupçonné d'avoir apporté lui-même les pièces à conviction, armes, explosifs et documents compromettants.
- Dans son allocution du 17 août 1982, le président Mitterrand annonce la création d'un secrétariat d’État à la sécurité publique, confié à Joseph Franceschi.
- L’impact des balles a été visible sur la vitrine jusqu'en 2010, quand le restaurant est remplacé par un magasin de vêtements[réf. souhaitée].
- La plaque à la mémoire des victimes ayant disparu, une nouvelle plaque a été posée par la mairie de Paris en 2011[30].
- La façade a été classée monument historique[Quand ?].
- Jo Goldenberg est mort à 91 ans, le 8 mai 2014[31], huit ans après que son soutien à Jean-Marie Le Pen aura précipité la fermeture de son restaurant[32].
- Pour la première fois depuis quarante ans, un hommage national est rendu, le mardi 9 août 2022, aux victimes de l’attentat de la rue des Rosiers, par le garde des sceaux, Eric Dupond-Moretti, en présence des ambassadeurs d’Israël, des Etats-Unis et de Norvège[33],